# Rhynchina colabasis
Rhynchina colabasis är en fjärilsart som beskrevs av Felder 1874. Rhynchina colabasis ingår i släktet Rhynchina och familjen nattflyn. Inga underarter finns listade.